# Hadena corrupta
Hadena corrupta là một loài bướm đêm trong họ Noctuidae.